# Horvátországi Protestáns Református Keresztyén Egyház
A Horvátországi Protestáns Református Keresztyén Egyház (horvátul: Protestantska reformirana kršćanska crkva u Republici Hrvatskoj Horvátország egyik protestáns ill. református egyháza. 

## Története
Tordafalvára Tordafalvi Mihály prédikátor vitte el a reformáció szellemiségét az 1540-es években.
2001. május 24-én a horvát ajkú protestánsok kiváltak a Horvátországi Református Keresztyén Kálvini Egyházból, és megalapították Horvátországi Protestáns Református Keresztyén Egyházat. Székhelye Valkótard (Tordinci). A közösség vezetője Jasmin Miljić lett, aki az 1990-es években tért át ortodox hitről, református hitre.
Jasmin Miljić vezetésével az egyház folyamatosan anglikánná vált, és a 2010-es évek derekán Jasmin Miljić anglikán püspökké nevezték ki.
2018-ban Branimir Bučanović vezetésével a zágrábi misszió kivált az egyházból.